# Sámsonháza
Sámsonháza es un pueblo ubicado en el condado de Nógrád, Hungría.

## Superficie
Posee una superficie de 12,71 kilómetros cuadrados.

## Demografía
Hasta 2021 la población era de 238 habitantes, con una densidad de población de 18,72 habitantes por kilómetro cuadrado.